# Mesoplodon ginkgodens
Il mesoplodonte di Nishiwaki (Mesoplodon ginkgodens) è un cetaceo odontoceto della famiglia Ziphiidae. È una specie poco conosciuta, anche rispetto agi altri zifidi, e l'epiteto specifico ginkgodens deriva dalla forma insolita del suo paio di denti. Si tratta di una specie soprattutto tropicale, ma si caratterizza più che altro per l'assenza di cicatrici nei maschi.

## Aspetto fisico
I mesoplodonti di Nishiwaki sono più robusti degli altri mesoplodonti, ma per il resto presentano il loro aspetto tipico. A metà della mandibola, curvata verso l'alto, è presente un dente a forma di foglia di ginkgo. Diversamente da altre specie, come il mesoplodonte di De Blainville e il mesoplodonte di Bowdoin, i denti non oltrepassano il rostro. Il rostro stesso è di lunghezza moderata. I maschi sono di colore grigio scuro uniforme con chiazze chiare sulla parte frontale del becco e intorno alla testa, ed hanno anche piccole macchie bianche sotto la coda, ma la loro localizzazione può essere variabile. Le femmine sono grigio più chiaro ed hanno una controombreggiatura. Entrambi i sessi raggiungono i 4,9 metri di lunghezza. Quando nascono sono lunghe circa 2,4 metri.

## Popolazione e distribuzione
Questo zifide è noto per meno di 20 spiaggiamenti sulle coste di Giappone, California, isole Galapagos, Nuovo Galles del Sud, Nuova Zelanda, Sri Lanka, Maldive e stretto di Malacca. Il suo areale comprende esclusivamente le acque tropicali e temperate degli oceani Indiano e Pacifico. Non c'è stato alcun modo di giudicarne la popolazione.

## Comportamento
I maschi probabilmente non ingaggiano combattimenti tra di loro e questa specie si nutre probabilmente di calamari e pesci. Non è nota nessun'altra informazione.

## Conservazione
Le uniche osservazioni di questa specie quando è in vita provengono da alcuni cacciatori al largo del Giappone e di Taiwan, che ne catturarono occasionalmente un esemplare. Rimangono anche intrappolate nelle reti da pesca.